# Герб Надеждинского района
Герб муниципального образования Надеждинский район Приморского края Российской Федерации — отличительно-правовой знак муниципального района, являющийся символом районного статуса и обозначающий права местного самоуправления.
Герб утверждён Решением № 65 муниципального комитета Надеждинского района
21 августа 2002 года.
Герб внесён в Государственный геральдический регистр Российской Федерации под номером № 1050.

## Описание герба
«В дважды рассечённом зелёном, лазоревом и червлёном поле золотой крадущийся барс с чёрными пятнами. В левой вольной части — герб Приморского края».

Герб может существовать в двух равноправных версиях: полной — с вольной частью и упрощённой — без вольной части.

## Описание символики
За основу герба муниципального образования Надеждинский район взято природно-географическое положение и историческая роль района в Приморском крае.
Рисунок герба района выражен в лаконичной и символической форме, в максимальной степени отвечает правилам российской геральдики.
Цвет поля включает:
Червлень — символ храбрости и мужества, олицетворяет историческую роль первопоселенцев вольных русских казаков, основателей районного центра станицы Чичаговки, переименованной впоследствии в село Вольное, а после строительства железнодорожной станции Надеждинская — в село Вольно-Надеждинское;
Зелень — символизирует буйную растительность и богатую природу района, также это цвет надежды, благополучия, здоровья и радости;
Лазурь (голубой) показывает, что район расположен на берегу одной из самых богатых и крупных рек края — реки Раздольной, впадающей в Амурский залив, цвет воды и чистого неба, символизирует красоту и величие;
Золото — символ богатства недр, флоры и фауны района.
Негеральдическая фигура — дальневосточный леопард (леопардовый барс) — редкое животное, один из основных ареалов в Приморье — Надеждинский район.

## История герба
Герб и Положение о гербе Надеждинского района были утверждены Решением муниципального комитета Надеждинского района 21 августа 2002 года.
Авторы герба: идея герба, разработка описания и положений — Дереповский Василий Петрович, Руководитель проекта символов муниципального образования Надеждинский район Приморского края; художественное исполнение и компьютерный дизайн герба -
Киреев Алексей Анатольевич и Киреев Сергей Анатольевич, сотрудники Надеждинского районного отдела внутренних дел, (п. Новый Надеждинского района Приморского края).
Решением Думы Надеждинского района от 31 мая 2005 года № 89 были внесены изменения в Положение о гербе района. Рисунок герба и его описание остались прежними.